# 계산고등학교
계산고등학교(桂山高等學校)는 대한민국 인천광역시 계양구 계산동에 있는 공립 고등학교이다.

## 학교 연혁
- 1986년 11월 1일 : 학교 설립 인가(36학급)
- 1987년 3월 1일 : 초대 정희수 교장 취임
- 1987년 3월 4일 : 첫 입학식(698명)
- 1990년 2월 10일 : 제1회 졸업식(669명)
- 1994년 3월 1일 : 하키부 창설
- 2001년 2월 22일 : 신축교사로 이전
- 2002년 3월 20일 : 별관 신축
- 2008년 2월 13일 : 면학실 신축 공사 완료
- 2011년 2월 10일 : 학력향상 선도학교(인천광역시교육청, 인천시) 지정
- 2013년 3월 1일 : 교육과정 자율학교 지정(2013.03.01.~2018.02.28)
- 2015년 11월 16일 : 운동장 개선 사업 완료
- 2021년 9월 1일 : 제13대 김양희 교장 취임
- 2022년 3월 2일 : AI융합중심고등학교 지정
- 2023년 12월 29일 : 제35회 졸업식(졸업생 205명, 총 15,862명)
- 2024년 3월 4일 : 신입생 입학(187명)

## 참고 자료
- 계산고등학교 - 한국교육학술정보원 학교알리미